# Papus
Gérard Anaclet Vincent Encausse (Corunha, Espanha, 13 de Julho de 1865 — Paris, França, 25 de Outubro de 1916), mais conhecido pelo pseudônimo de Papus, foi um médico, escritor, ocultista, rosacrucianista, cabalista, maçom e fundador do martinismo moderno.

## Biografia
Em 1888, ele co-fundou seu próprio grupo, a Ordem Cabalística da Rosa-Croix. Nesse mesmo ano, ele e seu amigo Lucien Chamuel fundaram a Librarie du Merveilleux e sua revista mensal L'Initiation, que permaneceu em publicação até 1914.
Encausse também foi membro da Irmandade Hermética da Luz e da Ordem Hermética do templo da Aurora Dourada em Paris, bem como Memphis-Misraim e provavelmente outras organizações esotéricas ou paramaçônicas, além de ser autor de vários livros ocultos. Fora de suas atividades paramaçônicas e Martinistas, foi também aluno espiritual do curandeiro espiritualista francês, Anthelme Nizier Philippe, "Maître Philippe de Lyon".
Apesar de seu forte envolvimento com ocultismo e grupos ocultistas, Encausse conseguiu encontrar tempo para prosseguir estudos acadêmicos mais convencionais na Universidade de Paris. Doutorou-se em Medicina em 1894 ao apresentar uma dissertação sobre Anatomia Filosófica. Ele abriu uma clínica na rue Rodin que foi bastante bem-sucedida.
Encausse visitou a Rússia três vezes, em 1901, 1905 e 1906, servindo o czar Nicolau II e a czarina Alexandra como médico e consultor oculto. Foi incorretamente afirmado que, em outubro de 1905, ele conjurou o espírito de Alexandre III (pai do czar Nicolau), que profetizou que o czar encontraria sua queda nas mãos dos revolucionários. Os seguidores de Encausse alegam que ele informou ao czar que ele seria capaz de magicamente evitar a profecia de Alexandre enquanto Encausse estivesse vivo. Nicolau manteve seu domínio no trono da Rússia até 141 dias após a morte de Papus.
Embora Encausse pareça ter servido ao czar e à czarina no que era essencialmente a capacidade de um conselheiro espiritual mediúnico, ele mais tarde ficou curiosamente preocupado com sua forte dependência do ocultismo para ajudá-los a decidir questões de governo. Durante sua correspondência posterior, ele os advertiu várias vezes contra a influência de Rasputin.

## Morte
Faleceu em 25 de outubro de 1916 de tuberculose, contraída nas linhas de batalha da Primeira Grande Guerra, onde atuou como major-médico.

## Obras
Papus deixou 160 livros, almanaques, revistas e artigos, esta impressionante produção literária lhe rendeu o apelido de "Balzac" do oculto. No entanto, alguns o criticam por falta de rigor em seu trabalho na Cabala em particular. Através de seus talentos como popularizador, ele ajudou a abrir as mentes de seu tempo para as fontes vivas de pensamento analógico e imaginação criativa, continuando o trabalho que Eliphas Levi havia realizado.

#### Traduzida ao português
- A Reencarnação, Ed. Pensamento, São Paulo, Brasil, s/d.
- Tratado Elementar de Magia Prática, Ed. Pensamento, São Paulo, Brasil, 1973.
- O Tarô dos Boêmios, Sociedade das Ciências Antigas, Brasil, 1985.
- A Cabala, Martins Editora, 2003.
- ABC do Ocultismo, Martins Editora, 2003.
- O Que Deve Saber Um Mestre Maçom, Editora Pensamento, 2011
- A Ciência dos magos e suas aplicações teóricas e práticas, Editora Ajna, 2022
- Tratado Elementar de Ciências Ocultas, Editora Pensamento, 2022
- As Artes Adivinhatórias, Editora Minotauro, 2022
- O Tarô Adivinhatório, Editora Pensamento, 2022

### Principais Revistas
- Revista L'Initiation, 1888-1912 (primeira série) e posteriormente em 1953 (nova série).
- Revista Mysteria, 1913-1914
- Revista Le Voile d'Isis, 1890-1898 e 1905-1909.

### Estudos sobre Papus
- Philippe Encausse (filho de Papus): Papus, sa vie, son œuvre, Paris, Ed. Pythagore, 1932.
- Marie-Sophie André e Christophe Beaufils, Papus, biographie, la Belle époque de l'occultisme, Berg international, 1995.
- Jean-Pierre Bayard, Philippe Encausse, Pierre Mariel, Papus : Occultiste, ésotériste ou mage? Anthologie thématique du Dr Gérard Encausse, Mennecy, Éditions Ediru, 384 p., 2005, (ISBN 2-86734-050-0)
- Arnaud de l'Estoile, Papus, Grez-sur-Loing, Éditions Pardès, Collection « Qui suis-je ? », 2006, 128 p.